# Підлісні Шигалі
Підлі́сні Шигалі́ (рос. Подлесные Шигали, чув. Вăрманхĕрри Шăхаль) — присілок у складі Батиревського району Чувашії, Росія. Входить до складу Норваш-Шигалинського сільського поселення.
Населення — 610 осіб (2010; 642 у 2002).
Національний склад:
- чуваші — 99 %